# كلية الطب (جامعة الوادي الجديد)
كلية الطب جامعة الوادي الجديد هي كلية طب مصرية أنشئت سنة 2021 في الواحات الخارجة، الوادي الجديد.

## النشأة
في 31 يناير 2020، وافقت وزارة التعليم العالي علي مشروع إنشاء كلية طب بشري بجامعة الوادي الجديد، حيث سيتم تحويل مبني ديوان عام المحافظة القديم بشارع جمال عبد الناصر بمدينة الخارجة، لكلية طب بشري جامعة الوادي الجديد.
في 21 أغسطس 2021، أعلن محافظ الوادى الجديد اعتماد بدء الدراسة رسميًا بكلية الطب البشرى بجامعة الوادى الجديد العام الدراسى 2021-2022، بناء على توجيهات الرئيس عبد الفتاح السيسي، بإنشاء كلية الطب البشرى بجامعة الوادى الجديد، وبعد موافقة المجلس الأعلى للجامعات في اجتماعه برئاسة وزير التعليم العالى والبحث العلمي.

## مبني الكلية
مبنى الكلية يقع بمدينة الخارجة على مساحة 1800 متر مربع، ويشتمل على 3 قاعات دراسية و11 فصلًا دراسيًا و11 معملًا بحثيًا و29 مكتبًا إداريًا ومكتبة تعليمية ومتحف ويضم مدرجات وقاعات التدريس بالإضافة إلى فصول دراسية ومكاتب العميد والوكلاء واعضاء هيئة التدريس ومكاتب للإداريين ومعامل والتى تضم معمل قسم التشريح الآدمى وغرفة الأنتوماج ومعمل الفسيولوجى والهستولوجى والطفيليات والميكروبيولوجى والباثولوجى والفارماكولوجى والطب الشرعى والسموم الاكلينيكية والمكتبة، بالإضافة إلى مبان للرعاية الطبية والخدمات ومسجد وكافتريا ومسطحات خضراء ومباتى وجراج للسيارات خدمة العملية التعليمية بكلية الطب.